# Жіночий ветеранський рух
«Жіночий ветеранський рух» (акронім: ЖВР) — українська громадська організація, створена 2019 року, що об'єднує ветеранок російсько-української війни, діючих військовослужбовиць та волонтерок. Організація захищає права ветеранок та діючих військовослужбовиць та займається провадженням рівних прав і можливостей через законотворення.

## Історія

### Створення
Рух почав зароджуватися з літа 2018 року. Наприкінці липня відбувся перший установчий з'їзд «Злет ветеранок» в місті Ірпені. Протягом трьох днів учасниці заходу обговорювали концепцію й цілі «Жіночого ветеранського руху», проблеми, з якими стикаються під час служби та по поверненню з фронту. Результатом установчої зустрічі стало утворення ініціативної групи, яка почала працювати над створенням громадської організації.
Всього до жовтня 2019 року провели вісім установчих з'їздів, і вже 30 жовтня 2019 року офіційно зареєстрували громадську організацію «Жіночий ветеранський рух» (ЖВР). Засновниці організації — Арехта Андріана Іванівна,  Берлінська Марія Сергіївна, Приймак Катерина Андріївна. До координаційної ради ЖВР увійшли: Андріана Арехта, Дем'яник Людмила Василівна, Приймак Катерина Андріївна, Клемпоуз Галина Ігорівна, Кіріллова Юлія Сергіївна, Кромбет Ляна Ігорівна, Корнієнко Катерина Сергіївна.
Центральний офіс розташований у Києві. Перший регіональний осередок створено у Львові. Організація визначила для себе місію: «передати Україну нащадкам у кращому стані, ніж ми її успадкували».

### Установчі з'їзди
Створенню руху передувала інформаційна, правозахисна, громадянська кампанія «Невидимий Батальйон», що розпочалася з 2015 року. В численних інтерв'ю ветеранки розповідали про етапи та досягнення кампанії «Невидимий Батальйон», в рамках якої було створено Жіночий ветеранський рух.
Проблеми жінок-ветеранок були окреслені у виступах ветеранок російсько-української війни (з 2014) Катерини Приймак та Марія Берлінської на конференції TED у Києві.
З 2018 року протягом більш ніж двох років організація провела вісім з'їздів у різних куточках України: Київ та Київська область (Ірпінь, с. Пухівка), Львів, Краматорськ, Дніпро, Івано-Франківськ та Одеса. Під час другого з'їзду відбулося формування засадничих принципів структури організації, зокрема було закладено горизонтальну структуру управління:
|  | Жіночий ветеранський рух – це кожна з вас. Він не належить нікому особисто, він належить всім. Рішення приймаються з важливих питань колегіально. |

2020 року у зв'язку з карантинними обмеженнями формат був змінений: 17—18 липня організація провела перший «КіберЗлет».

## Вшанування пам'яті загиблих

### Алеї пам'яті
2019 року на одному з установчих з'їздів в Краматорську учасниці ЖВР започаткували практику висаджувати Алеї пам'яті для вшанування пам'яті жінок, які загинули на Сході України в російсько-українській війні. Такі Алеї пам'яті з'явилися у Києві, Львові, Черкасах та Житомирі. В пам'ять про захисниць Батьківщини висаджують декоративні яблуньки Недзведського, встановлюють пам'ятні таблички з іменами загиблих та написом «Мамо не плач, я розквітну весною».

### «Жінки, які загинули за Україну»
У пам'ять про загиблих також випустили п'ять серій документальних роликів спільно з Українським інститутом національної пам'яті. Керівниця проєкту та учасниця Жіночого ветеранського руху Катерина Приймак пояснювала: 
|  | Вирішили не просто пригадати, якими були наші загиблі посестри, але й спробувати пояснити глядачу, чому та як вони зробили такий вибір — піти захищати свій народ. Пояснити з позиції жінки, яка пішла на війну. |

У першому сезоні документальних роликів показали історії Ярослави Никоненко, Наталії Хоружої, Сабіни Галицької, Яни Червоної та Ірини Шевченко.